# Hayingen
Hayingen település Németországban, azon belül Baden-Württembergben. Lakosainak száma 2256 fő (2023. december 31.).

## Népesség
A település népessége az elmúlt években az alábbi módon változott:
| Lakosok száma | 2096 | 2206 | 2200 | 2203 | 2174 | 2215 | 2256 |
|               | 1975 | 2015 | 2017 | 2019 | 2021 | 2022 | 2023 |